# Atletismo nos Jogos Olímpicos de Verão de 2012 - Maratona masculina
A competição da maratona masculina nos Jogos Olímpicos de Verão de 2012 aconteceu no dia 12 de agosto no percurso iniciado e finalizado no The Mall.
Stephen Kiprotich conquistou a única medalha de Uganda nos Jogos ao vencer a prova com o tempo de 2h08m01s.

## Calendário
Horário local (UTC+1).
| Data         | Horário | Fase  |
| ------------ | ------- | ----- |
| 12 de agosto | 11:00   | Final |

## Medalhistas
| Ouro   | UGA Stephen Kiprotich        |
| Prata  | KEN Abel Kirui               |
| Bronze | KEN Wilson Kipsang Kiprotich |

## Recordes
Antes desta competição, os recordes mundiais e olímpicos da prova eram os seguintes:
| Tipo | Atleta         | Tempo   | Local  | Data                   |
| ---- | -------------- | ------- | ------ | ---------------------- |
|      | Patrick Makau  | 2:03:38 | Berlim | 25 de setembro de 2011 |
|      | Samuel Wanjiru | 2:06:32 | Pequim | 24 de agosto de 2008   |

## Final

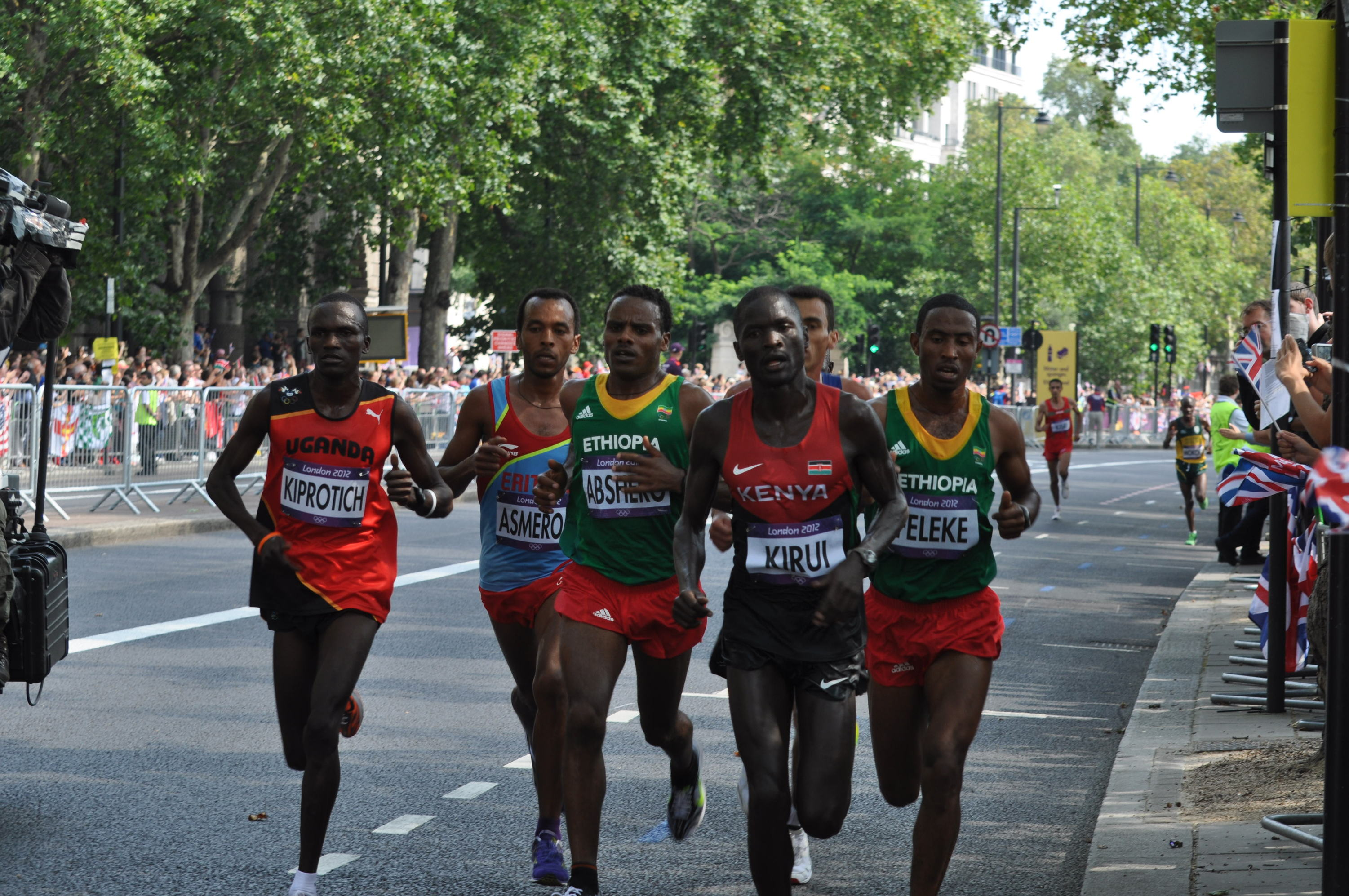
Atletas durante a disputa da maratona.

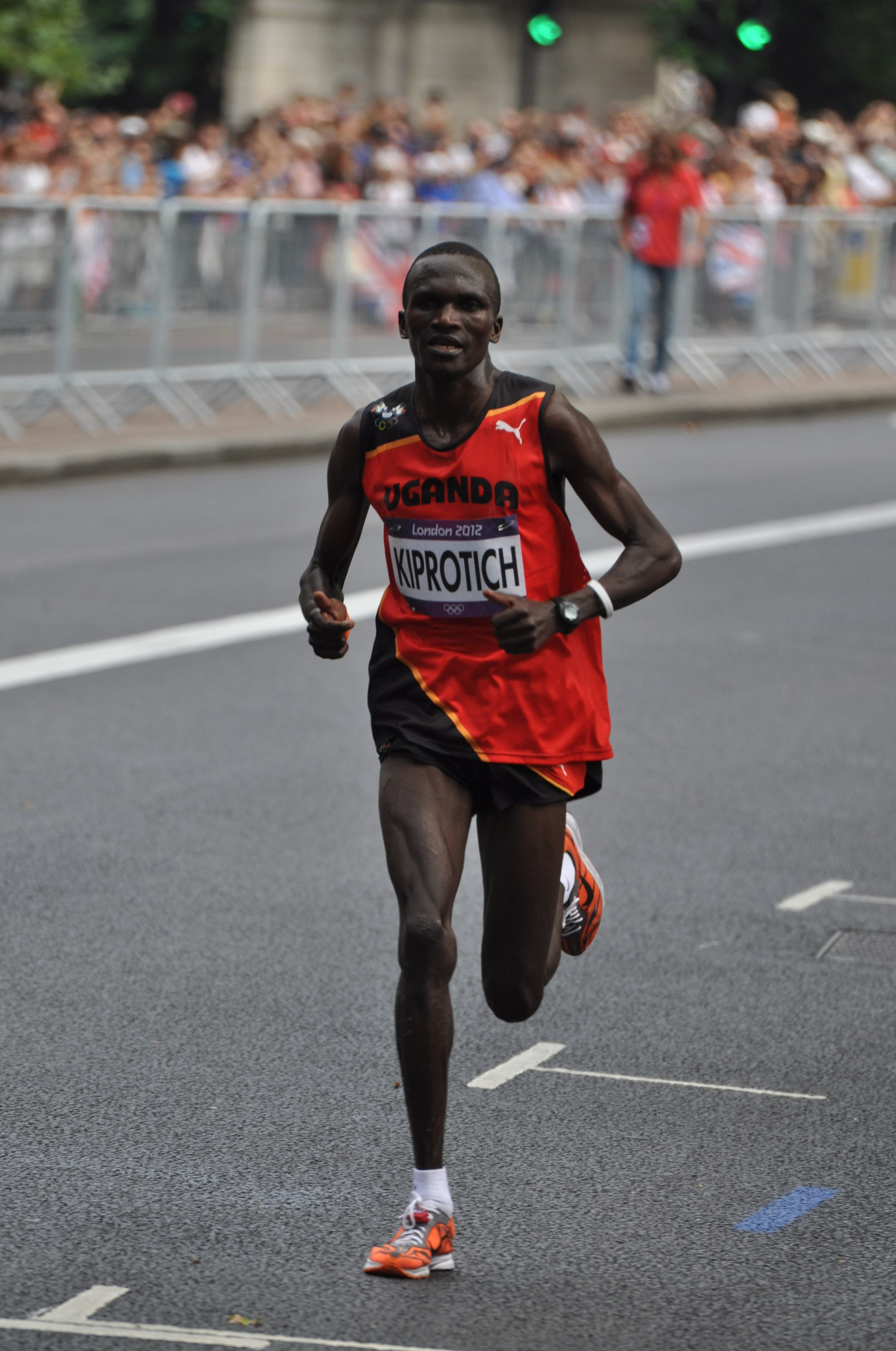
Stephen Kiprotich, de Uganda, medalhista de ouro da prova.

| Pos.              | Nome                       | CON                                 | Tempo   | Notas                |
| ----------------- | -------------------------- | ----------------------------------- | ------- | -------------------- |
| Medalha de ouro   | Stephen Kiprotich          | UGA Uganda                          | 2:08:01 |                      |
| Medalha de prata  | Abel Kirui                 | KEN Quênia                          | 2:08:27 |                      |
| Medalha de bronze | Wilson Kipsang Kiprotich   | KEN Quênia                          | 2:09:37 |                      |
| 4                 | Mebrahtom Keflezighi       | USA Estados Unidos                  | 2:11:06 |                      |
| 5                 | Marílson dos Santos        | BRA Brasil                          | 2:11:10 |                      |
| 6                 | Kentaro Nakamoto           | JPN Japão                           | 2:11:16 |                      |
| 7                 | Cuthbert Nyasango          | ZIM Zimbabwe                        | 2:12:08 | Recorde pessoal      |
| 8                 | Paulo Roberto Paula        | BRA Brasil                          | 2:12:17 |                      |
| 9                 | Henryk Szost               | POL Polônia                         | 2:12:28 |                      |
| 10                | Ruggero Pertile            | ITA Itália                          | 2:12:45 |                      |
| 11                | Viktor Röthlin             | SUI Suíça                           | 2:12:48 |                      |
| 12                | Oleksandr Sitkovskyy       | UKR Ucrânia                         | 2:12:56 | Recorde da temporada |
| 13                | Franck Caldeira            | BRA Brasil                          | 2:13:35 |                      |
| 14                | Aleksey Reunkov            | RUS Rússia                          | 2:13:49 |                      |
| 15                | Wirimai Juwawo             | ZIM Zimbabwe                        | 2:14:09 | Recorde da temporada |
| 16                | Michael Shelley            | AUS Austrália                       | 2:14:10 |                      |
| 17                | Emmanuel Kipchirchir Mutai | KEN Quênia                          | 2:14:49 |                      |
| 18                | Rachid Kisri               | MAR Marrocos                        | 2:15:09 |                      |
| 19                | Yared Asmerom              | ERI Eritreia                        | 2:15:24 |                      |
| 20                | Dylan Wykes                | CAN Canadá                          | 2:15:26 |                      |
| 21                | Raúl Pacheco               | PER Peru                            | 2:15:35 |                      |
| 22                | Eric Gillis                | CAN Canadá                          | 2:16:00 |                      |
| 23                | Dmitriy Safronov           | RUS Rússia                          | 2:16:04 |                      |
| 24                | Carles Castillejo          | ESP Espanha                         | 2:16:17 |                      |
| 25                | Iaroslav Muşinschi         | MDA Moldávia                        | 2:16:25 |                      |
| 26                | Marius Ionescu             | ROU Romênia                         | 2:16:28 |                      |
| 27                | Reid Coolsaet              | CAN Canadá                          | 2:16:29 |                      |
| 28                | Martin Dent                | AUS Austrália                       | 2:16:29 | Recorde da temporada |
| 29                | Vitaliy Shafar             | UKR Ucrânia                         | 2:16:36 |                      |
| 30                | Lee Merrien                | GBR Grã-Bretanha                    | 2:17:00 |                      |
| 31                | Ignacio Cáceres            | ESP Espanha                         | 2:17:11 |                      |
| 32                | Lee Du-Haeng               | KOR Coreia do Sul                   | 2:17:19 |                      |
| 33                | Faustine Mussa             | TAN Tanzânia                        | 2:17:39 |                      |
| 34                | José Carlos Hernández      | ESP Espanha                         | 2:17:48 |                      |
| 35                | Miguel Barzola             | ARG Argentina                       | 2:17:54 |                      |
| 36                | Urige Buta                 | NOR Noruega                         | 2:17:58 |                      |
| 37                | Grigoriy Andreev           | RUS Rússia                          | 2:18:20 |                      |
| 38                | José Amado García          | GUA Guatemala                       | 2:18:23 |                      |
| 39                | Daniel Vargas              | MEX México                          | 2:18:26 |                      |
| 40                | Ryo Yamamoto               | JPN Japão                           | 2:18:34 |                      |
| 41                | Jesper Faurschou           | DEN Dinamarca                       | 2:18:44 |                      |
| 42                | Kari Steinn Karlsson       | ISL Islândia                        | 2:18:47 |                      |
| 43                | Lusapho April              | RSA África do Sul                   | 2:19:00 |                      |
| 44                | Mike Tebulo                | MAW Malawi                          | 2:19:11 | Recorde da temporada |
| 45                | Arata Fujiwara             | JPN Japão                           | 2:19:11 |                      |
| 46                | Primož Kobe                | SLO Eslovênia                       | 2:19:28 |                      |
| 47                | Guor Marial                | IOA Atletas Olímpicos Independentes | 2:19:32 |                      |
| 48                | Luís Feiteira              | POR Portugal                        | 2:19:40 | Recorde da temporada |
| 49                | Stephen Mokoka             | RSA África do Sul                   | 2:19:52 |                      |
| 50                | Miguel Ángel Almachi       | ECU Equador                         | 2:19:53 |                      |
| 51                | Ser-Od Bat-Ochir           | MGL Mongólia                        | 2:20:10 |                      |
| 52                | Pak Song-Chol              | PRK Coreia do Norte                 | 2:20:20 |                      |
| 53                | Kim Kwang-Hyok             | PRK Coreia do Norte                 | 2:20:20 |                      |
| 54                | Dong Guojian               | CHN China                           | 2:20:39 |                      |
| 55                | Anuradha Cooray            | SRI Sri Lanka                       | 2:20:41 |                      |
| 56                | Methkal Abu Drais          | JOR Jordânia                        | 2:21:00 |                      |
| 57                | Mark Kenneally             | IRL Irlanda                         | 2:21:13 |                      |
| 58                | Yonas Kifle                | ERI Eritreia                        | 2:21:25 |                      |
| 59                | Ivan Babaryka              | UKR Ucrânia                         | 2:21:52 |                      |
| 60                | Carlos Cordero             | MEX México                          | 2:22:08 |                      |
| 61                | Scott Overall              | GBR Grã-Bretanha                    | 2:22:37 |                      |
| 62                | Pedro Mora                 | VEN Venezuela                       | 2:22:40 |                      |
| 63                | Jeff Hunt                  | AUS Austrália                       | 2:22:59 |                      |
| 64                | Stsiapan Rahautsou         | BLR Bielorrússia                    | 2:23:23 |                      |
| 65                | César Lizano               | CRC Costa Rica                      | 2:24:16 |                      |
| 66                | Samson Ramadhani           | TAN Tanzânia                        | 2:24:53 | Recorde da temporada |
| 67                | Jan Kreisinger             | CZE República Checa                 | 2:25:03 |                      |
| 68                | Mohammed Abduh Bakhet      | QAT Catar                           | 2:25:17 |                      |
| 69                | Jussi Utriainen            | FIN Finlândia                       | 2:26:25 |                      |
| 70                | Arturo Malaquias           | MEX México                          | 2:26:37 |                      |
| 71                | Wissem Hosni               | TUN Tunísia                         | 2:26:43 |                      |
| 72                | Tamás Kovács               | HUN Hungria                         | 2:27:48 |                      |
| 73                | Jang Sin-Kweon             | KOR Coreia do Sul                   | 2:28:20 |                      |
| 74                | Antoni Bernadó             | AND Andorra                         | 2:28:34 |                      |
| 75                | Marcel Tschopp             | LIE Liechtenstein                   | 2:28:54 |                      |
| 76                | Bekir Karayel              | TUR Turquia                         | 2:29:38 |                      |
| 77                | Chang Chia-Che             | TPE Taipé Chinês                    | 2:29:58 |                      |
| 78                | Ram Singh Yadav            | IND Índia                           | 2:30:06 |                      |
| 79                | Jean Pierre Mvuyekure      | RWA Ruanda                          | 2:30:19 |                      |
| 80                | Konstandinos Poulios       | GRE Grécia                          | 2:33:17 |                      |
| 81                | Zohar Zemiro               | ISR Israel                          | 2:34:59 |                      |
| 82                | Jeong Jin-Hyeok            | KOR Coreia do Sul                   | 2:38:45 |                      |
| 83                | Juan Carlos Cardona        | COL Colômbia                        | 2:40:13 |                      |
| 84                | Augusto Soares             | TLS Timor-Leste                     | 2:45:09 |                      |
| 85                | Tsepo Ramonene             | LES Lesoto                          | 2:55:54 |                      |
| —                 | Li Zicheng                 | CHN China                           | —       | DNF                  |
| —                 | Ilunga Mande Zatara        | COD República Democrática do Congo  | —       | DNF                  |
| —                 | Darko Živanović            | SRB Sérvia                          | —       | DNF                  |
| —                 | Günther Weidlinger         | AUT Áustria                         | —       | DNF                  |
| —                 | Abraham Kiprotich          | FRA França                          | —       | DNF                  |
| —                 | Patrick Tambwe             | FRA França                          | —       | DNF                  |
| —                 | Valērijs Žolnerovičs       | LAT Letônia                         | —       | DNF                  |
| —                 | Ali Mabrouk El Zaidi       | LBA Líbia                           | —       | DNF                  |
| —                 | Ryan Hall                  | USA Estados Unidos                  | —       | DNF                  |
| —                 | Abdihakem Abdirahman       | USA Estados Unidos                  | —       | DNF                  |
| —                 | Getu Feleke                | ETH Etiópia                         | —       | DNF                  |
| —                 | Dino Sefir                 | ETH Etiópia                         | —       | DNF                  |
| —                 | Samuel Tsegay              | ERI Eritreia                        | —       | DNF                  |
| —                 | Ayele Abshero              | ETH Etiópia                         | —       | DNF                  |
| —                 | Tayeb Filali               | ALG Argélia                         | —       | DNF                  |
| —                 | Rui Pedro Silva            | POR Portugal                        | —       | DNF                  |
| —                 | Coolboy Ngamole            | RSA África do Sul                   | —       | DNF                  |
| —                 | Abderrahime Bouramdane     | MAR Marrocos                        | —       | DNF                  |
| —                 | Roman Prodius              | MDA Moldávia                        | —       | DNF                  |
| —                 | Abdellatif Meftah          | FRA França                          | —       | DNF                  |

Legenda
| Recorde mundial      | Recorde mundial (World record)               |                       | Recorde africano                      | Recorde africano (African) |                                           | Q | Classificado por posição (Qualified) |
| Recorde olímpico     | Recorde olímpico (Olympic record)            | Recorde da América    | Recorde da América (Americas)         | q                          | Classificado por melhor tempo (Qualified) |   |                                      |
| Melhor marca do ano  | Melhor marca do ano (World leading)          | Recorde asiático      | Recorde asiático (Asian)              | DNS                        | Não largou (Did not start)                |   |                                      |
| Recorde nacional     | Recorde nacional (National record)           | Recorde europeu       | Recorde europeu (European)            | DNF                        | Não terminou (Did not finish)             |   |                                      |
| Recorde pessoal      | Recorde pessoal do atleta (Personal best)    | Recorde da Oceania    | Recorde da Oceania (Oceania)          | DSQ / DQ                   | Desclassificado (Disqualified)            |   |                                      |
| Recorde da temporada | Recorde da temporada do atleta (Season best) | Recorde sul-americano | Recorde sul-americano (South America) | NM                         | Sem marca (No mark)                       |   |                                      |